# Méliphage de Lombok
Lichmera lombokia
Espèce
Statut de conservation UICN

 LC  : Préoccupation mineure
Le Méliphage de Lombok (Sugomel lombokia) est une espèce de passereau de la famille des Meliphagidae.

## Répartition et habitat
Cette espèce est endémique d'Indonésie, elle se rencontre dans les forêts humides tropicales et subtropicales des îles de Florès, de Lombok, de Sumba et de Sumbawa.

## Publication originale
- Mathews, 1926 : Nomenclatural notes and new races described. Bulletin of the British Ornithologists' Club, vol. 46, p. 60.